# المركز اللبناني لحفظ الطاقة
المركز اللبناني للحفاظ على الطاقة (LCEC) هو الوكالة الوطنية للطاقة في لبنان، وهي منظمة حكومية تابعة لوزارة الطاقة والمياه اللبنانية (MEW)، وهي الذراع الفني للوزارة في جميع الموضوعات المتعلقة بكفاءة الطاقة والطاقة المتجددة والمباني الخضراء.
نجحت في ترسيخ نفسها كمرجع وطني رئيسي للطاقة المستدامة في لبنان، وهي المزود الرائد لبرامج كفاءة الطاقة والطاقة المتجددة للقطاعين العام والخاص في لبنان، يقدم المركز الخبرة والدعم لحكومة لبنان لتطوير وتنفيذ استراتيجيات وطنية لتوفير الطاقة، وتوفير الأموال، والحد من انبعاثات الغازات الدفيئة مع الهدف النهائي هو تحسين المتانة والسلامة والراحة للسكان اللبنانيين.

## التاريخ
في عام 2002 وقعت وزارة الطاقة والمياه (MEW) وبرنامج الأمم المتحدة الإنمائي (UNDP) اتفاقًا لإنشاء مشروع جديد يسمى «كفاءة الطاقة الشاملة لعدة قطاعات وإزالة الحواجز أمام تشغيل ESCO». شارك في تمويل المشروع مرفق البيئة العالمية (GEF) ووزارة الطاقة والمياه وتحت الإدارة المباشرة لبرنامج الأمم المتحدة الإنمائي في لبنان.

## تطوير السياسات
في قمة كوبنهاغن للمناخ 2009، تعهد لبنان طوعياً بزيادة حصص الطاقة المتجددة إلى 12٪ بحلول عام 2020، وترتكز هذا الالتزام الطوعي على «ورقة السياسة العامة لقطاع الكهرباء» التي أعدتها وزارة الطاقة والمياه (MEW) واعتمدها مجلس الوزراء رسميًا في يونيو 2010: والتي تشمل عشر مبادرات إستراتيجية لتحسين البنية التحتية والإمداد وأنظمة الطلب وتعريف الإطار القانوني، حيث تستهدف مبادرتان رئيسيتان على التوالي الطاقة المتجددة وإدارة جانب الطلب / كفاءة الطاقة.

### خطة العمل الوطنية لكفاءة الطاقة
- المبادرة 1: نحو حظر استيراد المصابيح المتوهجة إلى لبنان
- المبادرة 2: اعتماد قانون الحفاظ على الطاقة وإضفاء الطابع المؤسسي على المركز اللبناني للحفاظ على الطاقة (LCEC) باعتباره الوكالة الوطنية للبنان
- المبادرة 3: تعزيز توليد الطاقة اللامركزية عن طريق التطبيقات الكهروضوئية وطاقة الرياح في القطاعين السكني والتجاري
- المبادرة 4: سخانات المياه بالطاقة الشمسية للمباني والمؤسسات
- المبادرة 5: تصميم وتنفيذ إستراتيجية وطنية لإنارة الشوارع العامة الفعالة والاقتصادية في لبنان
- المبادرة 6: توليد الكهرباء من طاقة الرياح
- المبادرة 7: توليد الكهرباء من الطاقة الشمسية
- المبادرة 8: الطاقة المائية لتوليد الكهرباء
- المبادرة 9: الطاقة الحرارية الأرضية في لبنان، النفايات إلى الطاقة، وغيرها من التقنيات
- المبادرة رقم 10: قانون البناء للبنان
- المبادرة 11: آليات التمويل والحوافز
- المبادرة 12: الوعي وبناء القدرات
- المبادرة 13: تمهيد الطريق لتدقيق الطاقة و ESCO للأعمال
- المبادرة 14: الترويج للمعدات الموفرة للطاقة [3]

## المشاريع التجريبية

### 2006: 500 سخانات المياه بالطاقة الشمسية
تبرعت الحكومة الصينية بـ 500 سخان مياه بالطاقة الشمسية لتركيبها في المناطق المحررة في جنوب لبنان، وتم تعيين المركز اللبناني للحفاظ على الطاقة (LCEC) من قبل وزارة الطاقة والمياه (MEW) لدعم تركيبه تقنياً ومالياً، ويتكون عبء العمل من التعامل مع جميع الخدمات اللوجستية للمشروع، واستضافة خبراء صينيين لإجراء ورشة عمل تدريبية مكثفة، والمساعدة في اختيار المستفيدين.
بالإضافة إلى ما سبق، تم جمع مبلغ 112,500 دولار أمريكي لتركيب الوحدات.
لسوء الحظ ونتيجة لحرب يوليو في لبنان، تم تدمير 200 وحدة شمسية، في هذا الصدد، وبعد النجاح المذهل للمشروع، تابعت LCEC مع السفارة الصينية لتزويد لبنان بمنحة مماثلة بسبب نتائجها المباشرة على المستفيدين. يمكن تحقيق ذلك وسيتم تقديمه في إطار المرحلة الثانية من المشروع.

## روابط خارجية
- lcecp.org.lb